# Arvid Salvén
Per Arvid Salvén, född 1 juni 1855 i Slöta socken, Skaraborgs län, död 15 maj 1935 i Bromma församling, Stockholm, var en svensk präst och redaktör. 
Arvid Salvén var bror till Anders Salwén, far till Erik Salvén och morbror till Torsten Fogelqvist.
Prästsonen Salvén började sin bana som elev vid järnverk och ritare på byggnadskontor för järnverk 1871–1877. Han blev student 1881 och avlade prästexamen 1885. Han blev komminister i Högsjö församling 1886, kyrkoherde 1898 och emeritus 1925. Salvén var redaktör för tidningen Fosterlandet 1887–1891, grundade tidningen Ledstjärnan 1897 och blev dess redaktör samma år. Han grundade fångtidningen Solglimt 1913 och blev dess redaktör samma år. Han blev föreståndare för kyrkliga pressbyrån 1923 och gjorde resor till Norge, Danmark och Finland i fångvårdssyfte.